# Збірна Абхазії з футболу
Збірна Абхазії з футболу (рос. Сборная Абхазии по футболу) — футбольна команда самопроголошеної Республіки Абхазія, не визнана асоціаціями ФІФА та УЄФА. Є членом федерації футбольних асоціацій невизнаних держав і територій КОНІФА.

## Відомі футболісти
- Анрі Хагуш